# Лига джентльменов
«Лига джентльменов» (англ. The League of Gentlemen) — кинофильм режиссёра Бэзила Дирдена, вышедший на экраны в 1960 году.

## Сюжет
Несколько совершенно различных людей получают по почте детективный роман и предложение прийти в определённое время в ресторан, где они узнают о некоем весьма денежном предприятии. Когда эти люди собираются в условленный час, их встречает организатор этого мероприятия — некий Хайд. Выясняется, что все приглашённые раньше служили в армии, в прошлом занимались тёмными делами, а в настоящем имеют проблемы с законом, семейные или финансовые затруднения. Хайд объявляет, что роман, который он разослал им, навёл его на мысль о безупречном ограблении банка, проведённом по всем правилам образцовой военной операции. Они все приглашаются принять участие в ней. Посчитав поначалу это предложение чистым безумством, после раздумий они дают своё согласие на участие в деле.

## В ролях
- Джек Хокинс — Хайд
- Найджел Патрик — Рэйс
- Роджер Ливси — Майкрофт
- Ричард Аттенборо — Лекси
- Брайан Форбс — Портхилл
- Кирон Мур — Стивенс
- Теренс Александер — Руперт
- Норман Бёрд — Уивер
- Роберт Кут — Банни Уоррен
- Оливер Рид — мальчик из хора

## Награды и номинации
- 1960 — приз Сулуэты лучшему актёру кинофестиваля в Сан-Себастьяне (разделили Ричард Аттенборо, Джек Хокинс, Брайан Форбс, Роджер Ливси и Найджел Патрик)
- 1961 — номинация на премию BAFTA за лучший британский сценарий (Брайан Форбс)